# Schalom Jakob Abramovitj
Schalom Jakob Abramovitj (känd under pseudonymen Mendele Mocher Sforim, "Mendele bokförsäljaren"), född 2 januari 1836 i Kopyl i guvernementet Minsk i Kejsardömet Ryssland (nu Kapyl i Minsks voblast i Belarus), död 25 november 1917 i Odessa, var en rysk-judisk författare. Han räknas tillsammans med Isaac Leib Peretz och Sholem Aleichem som en av de "tre stora" jiddisch-språkiga författarna.

## Biografi
Abramovitj förlorade vid tretton års ålder sin far, som invigt honom i talmud, och vandrade genom Volynien och Podolien, tills han som atonåring slog sig ned i Kamjanets-Podilskyj, där han gjorde bekantskap med den moderna ryska och tyska litteraturen. Han blev 1856 anställd som lärare i en judisk gosskola där, men blev tvungen lämna staden till följd av en satir han skrev 1869 och flyttade till Sjitomir, centrum för de judiska progressisternas. Han var från 1881 ledare för Talmud-Toraskolan i Odessa.
Abramovitj blev en av den judiska framstegsrörelsens flitigaste förespråkare i pressen och skrev samtidigt även ett stort antal naturvetenskapliga uppsatser; ett par samlingar av dessa artiklar utgavs 1860 och 1866. Som novellist framträdde han på jiddisch med en satir efter levande modell 1865, berättelsen Ha-Abot we-ha-Banim (Fäder och söner, 1868), som skildrar striderna bland de ryska judarna mellan det ortodoxa äldre och det progressistiska yngre släktet, den ovannämnda satiren över församlingsföreståndarna 1869 och Kliatsche (1873), en allegori över judarnas liv i landsflykten. Något senare kom Kizzur Mz’ot Binyamin ha-Shelishi, Fischke der Krummer och Wünschfingerl (1890). För större delen av sina följande arbeten använde Abramovitj den klassiska hebreiskan, som han riktade och delvis förnyade: Shem we-Yaphet ba-’Agalah (1890), Bi-Yeme ha-Ra’ash (1894), Bi-Yeshibah shel Ma’alah (1895) och Be-’Emek ha-Baka (1897-1898).
Abramovitsch är skapare av det jiddiska litteraturspråket och främste grundläggare av den nyhebreiska prosastilen och har kallats "judarnas Cervantes". Med varm medkänsla och iakttagelse skildrade han i originell, personlig form den östjudiska shtetlvärlden med dess lidanden och strider.
I Nationernas bibliotek. Judarna (1920) finns i svensk översättning ett utdrag ur romanen Kljatsche - Hästkraken (1873).